# 후스카를

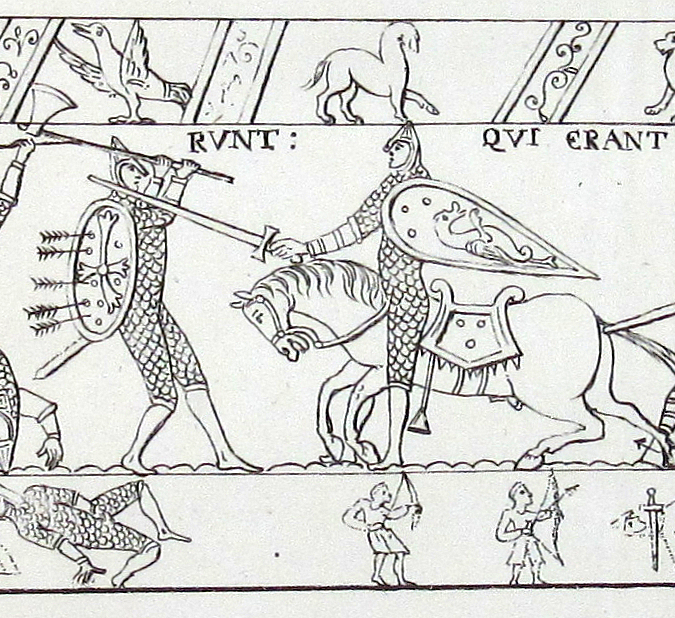
헤이스팅스 전투 당시 색슨의 허스칼(왼쪽)과 노르만의 기사(오른쪽)의 싸움.

후스카를(고대 노르드어: húskarl) 또는 허스칼(고대 영어: huscarl, 영어: housecarl 하우스칼[*])은 중세 스칸디나비아의 노예가 아닌 종복, 또는 귀족, 왕족들의 근위병을 말한다. 복수형은 후스카를라(고대 노르드어: húskarlar). 11세기 덴마크의 데인족이 잉글랜드를 정복한 뒤, 잉글랜드에 살고있던 앵글로색슨인들에게도 이 제도가 생겼다. 이들은 대부분 정규군과 같은 대우를 받고, 정기적인 군사훈련을 받았다. 잉글랜드의 허스칼은 헤이스팅스 전투에서 해럴드 2세를 위해 싸운 허스칼들이 유명하다.

## 노르드

### 자유민 남자 종복
노르드어 낱말 "후스카를"(húskarl), 복수형 "후스카를라"(húskarlar)는 "남자 종복"(manservant)을 의미하는 일반명사였다. "후스카를"의 반댓말은 "집주인"(master of the house)이라는 뜻의 "후스본디"(húsbóndi)라 했다. 이러한 맥락에서 "후스카를"에는 다양한 동의어가 있다. 노르웨이와 아이슬란드에는 "집-사람"이라는 뜻의 "그리드멘"(griðmenn), 덴마크에서는 "안-사람"이라는 뜻의 "인네스멘"(innæsmæn)이 그러한 동의어에 해당한다. 후스카를은 자유민이었으며, 노예 신분인 스랄과는 구분되었다. 아이슬란드에서는 후스카를을 "혼자 일하는 자"라는 뜻의 "에인흘레위핑가"(einhleypingar), 또는 "속박되지 않은 남자"라는 뜻의 "라우사멘"(lausamenn)이라고도 불렀는데, 두 표현 모두 후스카를이 스랄과 달리 자신의 의지에 의해 상전을 섬긴다는 것을 강조하는 것이다.

### 전투원 가신
시간이 흐름에 따라 낱말 "후스카를"은 특히 영주를 섬기는 "가신(家臣)"의 의미를 얻게 되었다. 후스카를은 상전인 영주의 히르드(hirð) 또는 리드(lid), 드로트(drótt)가 되었는데, 이 모두 "경호", "가신의 부대"를 의미한다. 덴마크에서는 "힘시게"(himthige) 역시 같은 용법으로 사용되었는데, 이는 "후스카를"의 변형이다.

### 노르웨이의 헤이드세가
노르웨이에서도 후스카를이 왕을 비롯한 권력자들의 히르드에 들어가 활동했다. 노르웨이의 히르드 제도는 9세기까지 거슬러 올라간다. 중세 노르웨이의 왕권에 관한 문헌자료인 《헤임스크링글라》와 《왕의 귀감》을 보면 왕 또는 지도자와 그의 가신들(후스카를 또는 히르드멘) 사이의 관계가 잘 드러나 있다. 왕의 부하를 죽이면 특별 벌금을 물어야 했는데, 《왕의 귀감》에 보면 여기 밑줄치고 왕을 섬김으로써 얻는 특권이라고 되어 있다. 역으로 지도자가 죽었을 경우 가신들은 죽은 지도자의 복수를 하는 것이 당연히 여겨졌다.
노르웨이 왕 올라프 2세와 망누스 1세를 섬긴 궁정시인 시그바트 토르다르손은 올라프 2세의 가신들을 "헤이드세가"(heiðþegar)라 불렀는데, 이는 곧 "은혜(또는 급료) 받는 사람들"이라는 뜻이다. 또한 스노리 스투를루손은 더욱 명확하게 “‘헤이드’(heið)는 족장이 내려주는 녹봉 또는 선물이다”라고 쓰고 있다. 즉 시그바트는 아마 덴마크의 헤임세가(후술) 또는 크누드 대왕의 후스카를라와 유사한 가신 조직을 묘사하려 한 것으로 보인다. 이들은 왕 또는 영주를 섬기는 자유미니었으며, 복무하는 대가로 상전에게 대가를 지불받았다. 1060년대의 아이슬란드 문헌에는 왕실의 후스카를라가 노르웨이 주화로 급료를 받아갔다는 내용이 있다.

## 잉글랜드
앵글로색슨족이 살던 잉글랜드는 노르드 바이킹 세력의 스벤 포크발드와 크누드 대왕에게 정복당했다. 크누드의 후스카를라는 왕의 근위병으로서 매우 잘 훈련되어 있었다. 하지만 그누드의 후스카를라가 전원 노르드인이었는지 여부는 불확실하다. 수잔 레이놀즈에 따르면 그 중 일부는 잉글랜드인이거니 잉글랜드인이었을 것으로 생각된다 한다.